# USS Walker (DD-163)
USS Walker (DD-163) là một tàu khu trục thuộc lớp Wickes của Hải quân Hoa Kỳ trong giai đoạn Chiến tranh Thế giới thứ nhất, xuất biên chế năm 1922 và được sử dụng như một lườn tàu huấn luyện kiểm soát hư hỏng trong Chiến tranh Thế giới thứ hai cho đến khi bị đắm vào năm 1942. Nó là chiếc tàu chiến đầu tiên của Hải quân Hoa Kỳ được đặt tên theo Đô đốc John Grimes Walker (1835-1907), người từng phục vụ trong cuộc Nội Chiến Hoa Kỳ.

## Thiết kế và chế tạo
Walker được đặt lườn vào ngày 19 tháng 6 năm 1918 tại xưởng tàu của hãng Fore River Shipbuilding Company ở Quincy, Massachusetts, theo một hợp đồng với hãng Bethlehem Steel Co.. Nó được hạ thủy vào ngày 14 tháng 9 năm 1918, được đỡ đầu bởi bà Francis Pickering Thomas, và được đưa ra hoạt động tại Xưởng hải quân Boston vào ngày 31 tháng 1 năm 1919 dưới quyền chỉ huy của Hạm trưởng, Thiếu tá Hải quân Harold A. Waddington.

## Lịch sử hoạt động
Walker lên đường vào ngày 20 tháng 2 để gặp gỡ chiếc USS George Washington khi chiếc này quay trở về từ Pháp với Tổng thống Woodrow Wilson trên tàu. Sau khi hoàn thành nhiệm vụ này, nó quay trở lại Boston, Massachusetts, nơi nó được phân về Đội 18 thuộc Lực lượng Khu trục không lâu sau đó. Con tàu tiếp tục đi đến Newport, Rhode Island để hoàn tất việc trang bị ngư lôi. Nó lên đường đi Tây Ấn vào ngày 6 tháng 3, và không lâu sau khi đi đến vùng biển Caribe đã tham gia các cuộc cơ động và tập trận thường lệ của hạm đội. Chiếc tàu khu trục tiến hành các cuộc thực tập chiến thuật ngoài khơi San Juan, Puerto Rico, và thực hành tác xạ ngoài khơi vịnh Guantánamo, Cuba cho đến cuối mùa Đông và đầu mùa Xuân năm 1919 trước khi quay trở lên phía Bắc.
Sau khi đi vào cảng New York vào ngày 14 tháng 4, chiếc tàu khu trục quay về căn cứ của nó ở Newport. Đến đầu tháng 5, nó lên đường làm nhiệm vụ hỗ trợ cho chuyến bay vượt Đại Tây Dương của các thủy phi cơ. Thoạt tiên đặt căn cứ tại vịnh Trepassy, Newfoundland từ ngày 6 đến ngày 8 tháng 5, nó sau đó hoạt động ngoài biển từ ngày 10 đến ngày 17 tháng 5 như một trong một chuỗi các tàu khu trục làm cột mốc dẫn đường cho các máy bay NC. Sau khi hoàn thành nhiệm vụ, nó quay về Newport vào ngày 20 tháng 5.
Sau khi ghé thăm Annapolis, Maryland vào đầu tháng 6 trong hai ngày cho các cuộc thực tập tốt nghiệp của học viên sĩ quan thuộc Học viện Hải quân Hoa Kỳ, Walker đi về phía Nam và băng qua kênh đào Panama vào ngày 24 tháng 7, viếng thăm ngắn Acapulco, México trong hai ngày trước khi lên đường hướng đến Nam California, đi đến Coronado vào ngày 8 tháng 8. Đặt căn cứ tại San Diego, California, Walker thực hiện các hoạt động tại chỗ ngoài khơi vùng bờ Tây Hoa Kỳ cho đến cuối năm 1919, khi nó được phân về lực lượng dự bị. Nó đón lên tàu nhân sự Hải quân Dự bị Hoa Kỳ cho một chuyến đi huấn luyện vào ngày 27 tháng 10 năm 1920, và tiếp tục trong thành phần dự bị luân phiên, thực hiện các cuộc thực hành mục tiêu định kỳ, di chuyển hết tốc độ cũng như đại tu tại Xưởng hải quân Mare Island. Walker được cho xuất biên chế vào ngày 7 tháng 6 năm 1922 và neo đậu cùng hạm đội dự bị tại San Diego.
Sau 16 năm bị bỏ không, Walker được rút khỏi danh sách Đăng bạ Hải quân vào ngày 28 tháng 3 năm 1938 và chờ đợi để được bán tháo dỡ. Tuy nhiên, nhu cầu vật chất của các quân khu hải quân ven biển khiến chiếc tàu khu trục đưa trở lại danh sách và dự định cải biến thành một đê chắn sóng. Được xếp lại lớp thành YW-57 vào ngày 1 tháng 4 năm 1939, con tàu bắt đầu được cải biến tại Xưởng hải quân Mare Island khi Hải quân một lần nữa quyết định thay đổi vai trò của con tàu. Với chiến tranh đã nổ ra tại Châu Âu làm tăng khả năng Hoa Kỳ sẽ can dự vào cuộc xung đột, nó được sử dụng như một lườn tàu kiểm soát hư hỏng.
Được xếp lại lớp thành DCH-1 vào ngày 11 tháng 7 năm 1940, nó neo đậu tại Căn cứ Khu trục San Diego, nó được sử dụng như một lườn tàu dành cho việc huấn luyện thực hành và mô phỏng cải tiến các kỹ thuật kiểm soát hư hỏng mới. Nó được đổi sang ký hiệu lườn IX-44 vào ngày 17 tháng 2 năm 1941; nhưng cũng trong năm này, do căn cứ của Hạm đội Thái Bình Dương được chuyển từ San Diego đến Trân Châu Cảng, có dự định sẽ cho kéo IX-44 (vốn đã bị tháo dỡ động cơ trong quá trình cải biến thành YW-57) đến quần đảo Hawaii. Vào ngày 28 tháng 12 năm 1941, đang khi được chiếc tàu chở dầu USS Neches (AO-5) kéo từ San Diego đến Trân Châu Cảng, nó bị trôi dạt và bị buộc phải đánh đắm bởi hỏa lực pháo của Neches ở tọa độ 26°35′B 143°49′T / 26,583°B 143,817°T.